# Antonio Basagoiti Pastor
Antonio Basagoiti Pastor (Madrid, 25 de octubre de 1969) es un político español del Partido Popular del País Vasco.
Inició su actividad política a mediados de 1995 como concejal en Bilbao, desempeñando brevemente el cargo de director general del Instituto de la Juventud (1998-1999). Durante su carrera política ha liderado durante tres legislaturas consecutivas la oposición en el consistorio bilbaíno, y desde 2004 presidió el Partido Popular de Vizcaya, cargo que desempeñó hasta ser elegido en 2008 presidente en el XII congreso del Partido Popular del País Vasco. Ha sido presidente del PP del País Vasco desde el 25 de octubre de 2008 hasta el 14 de mayo de 2013, fecha en que fue sustituido por Arantza Quiroga. Formó parte de las ejecutivas provincial, regional y de la Junta Directiva Nacional del Partido Popular.

## Biografía

### Infancia y juventud (1969-1995)
Antonio Basagoiti Pastor nació en Madrid el 25 de octubre de 1969, en el seno de una familia de destacados empresarios y banqueros vizcaínos que cuentan con una fuerte presencia en la Banca, siendo hijo de Antonio Basagoiti García-Tuñón, presidente de Banesto desde 2010, y tataranieto de Antonio Basagoiti Arteta, fundador de Iberdrola y del Banco Hispano Americano, ahora integrado en el Banco Santander. Tal y como cuenta él mismo, vivió en Guecho desde que cumplió un año hasta que a la edad de siete años abandonó el País Vasco por razones familiares. Estuvo viviendo con sus padres en La Moraleja (Madrid) hasta que regresó nuevamente a Bilbao para estudiar en la Universidad de Deusto donde se licenció en Derecho. Tras trabajar en la banca, entró en política con 25 años motivado por su tía Ascensión Pastor.

### Inicios de su carrera política (1995-1999)
Inició su carrera política como afiliado de Nuevas Generaciones del Partido Popular País Vasco en 1995 y ese mismo año, con el apoyo de su tía Ascensión Pastor, fue por primera vez concejal en el Ayuntamiento de la capital vizcaína, coincidiendo un año después con el acercamiento entre el Partido Popular y el Partido Nacionalista Vasco. Siendo nombrado concejal Delegado del "Área de Educación, Mujer y Medio Ambiente" del Ayuntamiento de Bilbao entre los años 1996 y 1997.
Durante octubre de 1998 a marzo de 1999, a propuesta de Javier Arenas ocupó el cargo de director general del "Instituto de la Juventud".

### Candidato a la alcaldía de Bilbao (1999-2008)

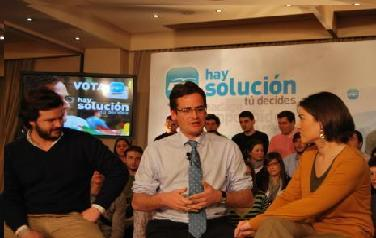
Antonio Basagoiti, Leticia Comerón y Nacho Uriarte en un mitin durante las elecciones vascas.

En 1999 regresa a la política municipal bilbaína presentándose como candidato a alcalde de Bilbao. En ese mismo año inicia su ascenso en el seno del PP vasco cuando los portavoces en las tres capitales vascas fueron nombrados vicesecretarios generales de la formación. En diciembre de 2004 fue elegido presidente del Partido Popular de Vizcaya.
Durante la crisis interna del Partido Popular vasco, motivadas por las discrepancias surgidas durante la redacción de la ponencia política para el congreso nacional del PP y las posteriores críticas vertidas por María San Gil contra Mariano Rajoy, Antonio Basagoiti se posicionó a favor de Mariano Rajoy sin criticar nunca a San Gil. Tras la renuncia de María San Gil a la presidencia del Partido Popular vasco, Basagoiti fue postulándose como candidato de consenso, contando con el apoyo de los otros dos presidentes provinciales del PP, Alfonso Alonso de Álava, y María José Usandizaga de Guipúzcoa.
A mediados de septiembre del 2008 cedió el testigo a Cristina Ruiz como portavoz del PP en la capital vizcaína, en un pleno municipal en el que recibió la medalla de Bilbao de manos del alcalde Iñaki Azkuna en reconocimiento por los 13 años de servicio a la villa.

### Candidato a Lendakari (2009)

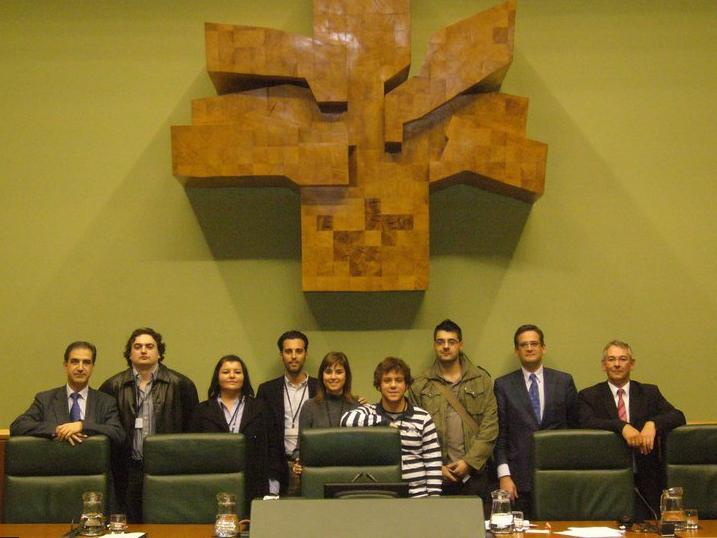
En el Parlamento Vasco.

Durante el transcurso del XII Congreso del Partido Popular del País Vasco, celebrado en Bilbao los días 11 y 12 de julio, Antonio Basagoiti fue elegido presidente con el 82,3 por ciento de los 345 votos válidos de los compromisarios. Unos meses después el 24 de octubre de 2008 fue designado por unanimidad como candidato a Lendakari por la Junta Directiva Regional del PP vasco. Su presentación fue anunciada oficialmente el mismo día en una acto celebrado en la capital vizcaína que contó con la presencia del presidente del PP Mariano Rajoy. El primer acto como candidato a Lendakari tuvo lugar un día después en  San Sebastián, coincidiendo con su cumpleaños y el vigésimo noveno aniversario del Estatuto de Gernika. No domina el euskera, aunque en 2003 se comprometió a aprenderlo.

### Pacto con el PSE
Tras las elecciones, socialistas y populares firmaron un pacto de gobierno, para que estos últimos apoyasen al socialista Patxi López en la sesión de investidura del Lendakari. Gracias a este pacto, el PP llegó por primera vez en la historia a la Presidencia del Parlamento Vasco, y se concertaron varias políticas, en un acuerdo denominado "Bases para el cambio democrático al servicio de la sociedad vasca". El documento consta de los siguientes seis capítulos: política en defensa de las libertades y contra el terrorismo; política para hacer frente a la crisis y crear empleo; política de desarrollo de nuestro autogobierno; políticas sectoriales; vivienda, infraestructuras y medio ambiente; EITB. medios de comunicación públicos al servicio de todos.

### Elecciones autonómicas de 2012 y abandono de la política
Antonio Basagoiti volvió a ser candidato a lendakari en elecciones de 2012, donde el PP sufrió un duro varapalo, no consiguiendo llegar a los 130.000 votos en el cómputo general, y siendo cuarta fuerza en las tres provincias vascas, por detrás de PNV, Bildu y PSE-EE. En Guipúzcoa fue cuarta fuerza en todos los municipios del territorio histórico.[cita requerida] En Vizcaya solamente obtuvo un buen resultado en Guecho como segunda fuerza y en Ermua como tercera fuerza. En San Sebastián fue cuarta fuerza política, no ganando en ningún barrio de la capital guipuzcoana, ni siquiera en feudos habitualmente proclives al PP como el Centro o Ayete. En Bilbao y Vitoria sufrió también una grave derrota siendo tercera fuerza política y superando solamente a la coalición Bildu, en el caso de Bilbao por un escaso margen de 1.600 votos, y en Vitoria por menos de 1.700 votos.
Tras estos resultados, Antonio Basagoiti declaró que no volvería a ser candidato a lendakari en las siguientes elecciones autonómicas vascas. Posteriormente dejó la presidencia del PP del País Vasco, siendo sustituido por Arantza Quiroga. Tras abandonar la actividad política se reincorporó a su actividad profesional, trasladándose a México para trabajar en el Banco Santander en un puesto de responsabilidad.